# Classe Sovetski Soyouz
Pour les articles homonymes, voir Sovetski Soyouz (brise-glace).
La classe Sovietski Soyouz, qu'on peut aussi trouver sous les noms Sovetski Soyuz, Sovietski Soyuz (en russe : Советский Союз), dit Projet 23, est une classe de cuirassé de l'URSS à la fin des années 1930 et au début des années 1940. Néanmoins, seules quatre coques sur les seize prévues ont été quillées, quand le projet fut annulé pour réattribuer ses ressources à la guerre terrestre imminente avec l'Allemagne.

## Historique

### Projet
En 1938, le plan quinquennal final, sous la direction expresse de Staline, incluait une flotte de 19 navires de ligne. Parmi ceux-ci, des cuirassés rapides afin de succéder aux vieux dreadnoughts de la classe Gangut. Les Sovietski Soyouz furent en fait définis à partir de l'autorisation du 21 janvier 1938 concernant une classe de 15 ou 16 unités. Dès le départ, il était prévu de s'affranchir des limitations de Washington et du traité de Londres. C'est l'amiral Isakov qui supervisa le projet, récupérant les données d'une commande datant de 1936 aux chantiers Ansaldo. Les quilles de 4 premières furent posées, en 1938 pour les deux premiers, Soviestki Soyouz et Sovietskaïa Bielorussia, et 1939 pour le Sovietskaïa Ukraina. Le quatrième (Sovieskaïa Rossiya) fut annulé lorsqu'il apparut rapidement que le projet demanderait de considérables ressources. De facto, sur plans, ces cuirassés atteignaient 65 000 tonnes à pleine charge, soit 13 000 de plus que le Bismarck contemporain. Ils étaient en fait plus proches d'un Yamato, bien que l'Union soviétique comme les Occidentaux ignoraient cependant l'existence de ce dernier, et aucun n'était d'ailleurs prévu pour la flotte du Pacifique.

### Conception et construction
Le choix d'une flotte océanique fut fait par Staline avec comme objectif d'affronter les marines allemandes et japonaises ce qui nécessitait des porte-avions et des cuirassés. En attendant, la marine soviétique maintenait en service les cuirassés de 23 000 tonnes Parizhskaya Kommuna (Sebastopol), Mikhaïl Frounze (Poltava), Marat(Petropavlosk) et Oktyaabrkaya Revolutsiya (Gangut) armés de canons de 305 mm furent conservés.
Les projets de cuirassés se multiplièrent alors, les Soviétiques n'hésitant à faire appel aux idées étrangères comme Ansaldo qui proposa une variante du Littorio avec un tonnage de 42 000 tonnes ou Gibbs & Cox qui proposa des projets de cuirassés porte-avions comme le projet 10 581 (73 000 tonnes 12 canons de 406 mm 24 canons de 127 mm et 35 avions). 
Trois projets majeurs furent cependant arrêtés : 
- le projet 21 de 35 000 tonnes 249 m de long 30 nœuds et 9 canons de 406 mm groupées à l'avant comme les Nelson britanniques ;
- le projet 23 de 45 900 tonnes 269 m de long 30 nœuds et 9 canons de 406 mm en deux tourelles à l'avant et une tourelle à l'arrière ;
- le projet 25 de 26 000 tonnes 250 m de long 30 nœuds et 9 canons de 305 mm.

C'est le projet 23 qui est choisi en 1936 et qui devient la classe Sovietski Soyouz dont quatre navires sont commandés mais un renforcement de la protection fait exploser le tonnage qui passe à 59 150 tonnes. 
L'invasion allemande du 22 juin 1941 empêcha l'achèvement de ces navires dont la construction n'était guère avancée.

## Les unités

### Sovietski Soyouz
Le Sovietski Soyouz (Union soviétique) est mis sur cale à Leningrad le 15 juillet 1938. Lors de l'attaque allemande, il était construit à 21 %. On envisagea la reprise de la construction après guerre mais la situation économique de l'URSS rendit ce projet impossible, sans parler que ces navires auraient paru anachroniques en ces temps où les porte-avions dominaient les océans. Le navire est lancé en 1949 mais uniquement pour libérer la cale et la coque est aussitôt démolie. 

### Sovietskaïa Ukraina
Le Sovietskaïa Ukraina (Ukraine soviétique) est mis sur cale le 28 novembre 1938 à Nikolaïev et achevé à 18 % lors de l'attaque allemande. Le 18 août 1941, les Allemands s'emparent du chantier et trouvent le navire achevé jusqu'au niveau du pont principal, légèrement endommagé par les combats. 
L'absence des plans ne permet pas aux Allemands de reprendre la construction ou de l'utiliser pour un usage quelconque. Seuls le blindage et l'artillerie secondaire approvisionnés pour le navire furent utilisés pour fortifier Sébastopol. Lorsqu'ils quittèrent la ville en mars 1944, les Allemands détruisirent la coque à l'explosif.

### Sovietskaïa Rossiya
Le Sovietskaïa Rossiya (Russie soviétique) fut mis sur cale fin 1939 à Molotovsk (aujourd'hui Severodvinsk) et achevé à 5 % le 22 juin 1941. La coque fut démantelée après guerre.

### Sovietskaïa Belorussiya
Le Sovietskaïa Belorussiya (Biélorussie soviétique) fut mis sur cale fin 1939 à Molotovsk et a été construit à 2,5 % en 1940 avant d'être démoli et la construction abandonnée. Il existe cependant des doutes sur la mise sur cale de ce navire qui n'aurait jamais été mis en chantier.